# سلة بن
سلة بن (بالفارسية: سله بن) هي قرية تقع في قسم دوبلوك الريفي في إيران. يقدر عدد سكانها بـ 447 نسمة بحسب إحصاء 2016.